# Leila Shenna
Leila Shenna (arabiska: ليلى شنّا; född Morocco) är en marockansk före detta skådespelerska, som var aktiv främst på 1970-talet.
I den engelskspråkiga världen är hon mest känd för sin roll som Bondbrud i Moonraker från 1979, där hon spelar en ond flygvärdinna. Hon medverkade också i den berömda filmen Remparts d'argile, som släpptes först i Italien, och sedan i USA 1970 under namnet Ramparts of Clay, liksom i den algeriska filmen Vent de sable.

## Filmografi
- Win to Live (1968)
- Sex-Power (1970)
- Ramparts of Clay (1971)
- Décembre (1973)
- El chergui (1975)
- De glödande åren (1975)
- Château Espérance (TV-serie 1976)
- Marschera eller dö (1977)
- Désiré Lafarge (TV-serie 1977)
- Moonraker (1979)
- Vent de sable (1982)

## Fotnoter
1. 1 2  NY Times Shenna Filmography at New York Times